# 近藤藩
近藤藩（こんどうはん）は、江戸時代初期に存在した藩。藩主の近藤家は、もと堀家の重臣で、堀秀政の四男・近藤政成が養子に入って家を継いだ。1610年に越後福嶋騒動で堀家嫡流が改易された後も、近藤家は信濃国・美濃国に所領を有する1万石の大名として存続したが、1618年に政成が没すると、継嗣が幼少であるとして所領を半減された。

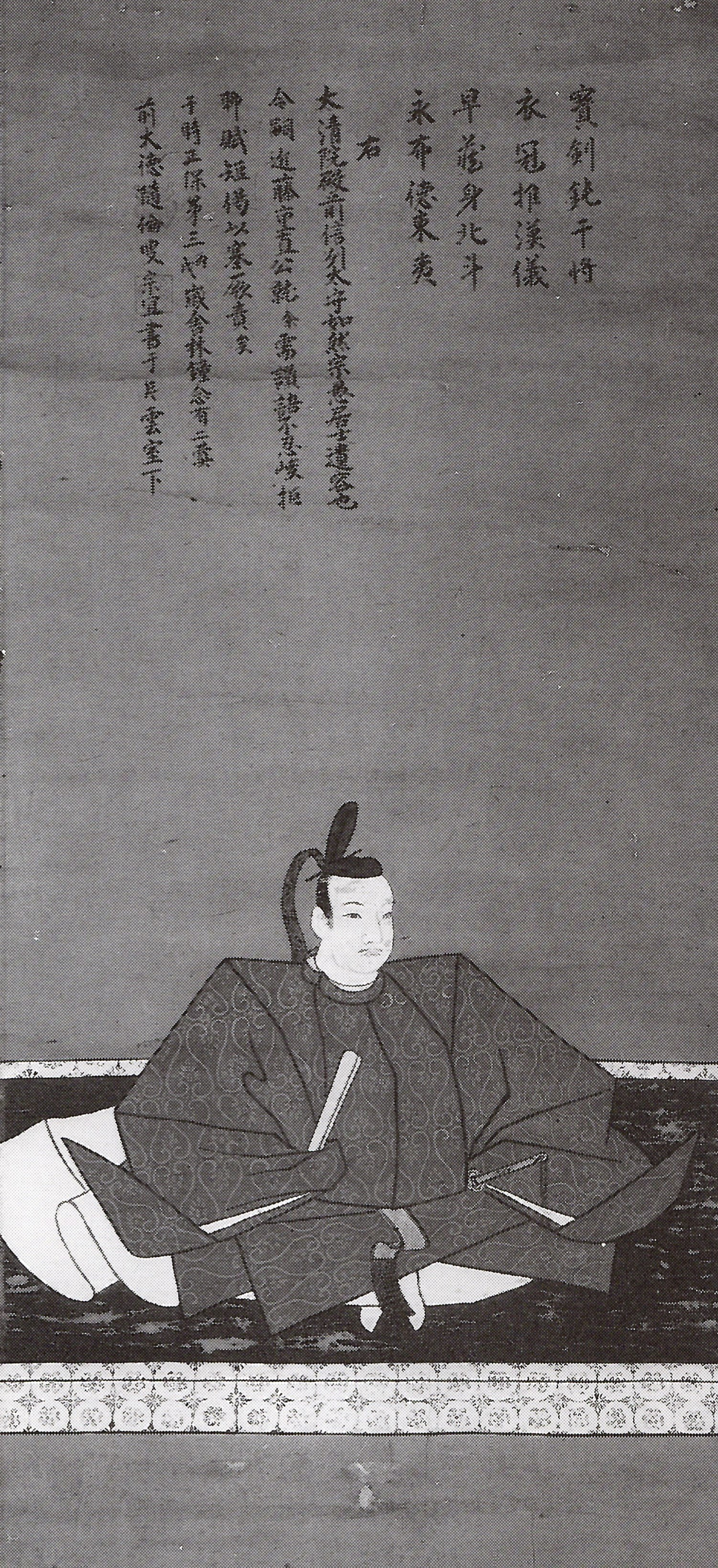
近藤政成

近藤家は大名ではなくなったものの、信濃国伊那郡に知行地を有する大身旗本（旗本寄合席。当初は交代寄合）として、幕末まで存続する。本記事では旗本時代についても言及する。

## 歴史

### 前史

#### 尾張沓掛城主・近藤家
近藤氏は戦国期に尾張国沓掛城主であった一族である。永禄3年（1560年）の桶狭間の戦いの際の当主は近藤景春（九十郎）であり、徳川家康とも密かに気脈を通じていたという。『寛政重修諸家譜』（以後『寛政譜』）によれば、景春の子である重郷は美濃国方県郡に住し、織田信長の側近である万見重元（仙千代）に仕え、天正6年（1579年）4月23日に安土で没した。重郷の子である重勝も万見重元に仕えた。

#### 堀家重臣・近藤重勝
天正6年（1579年）12月8日、万見重元は伊丹城攻め（有岡城の戦い）の中で討死した。この戦いで重勝は鉄砲傷を負い、武名が知られたという。
重勝は、万見重元の同僚であった堀秀政の招きを受け、仕えることとなった。天正13年（1585年）に堀秀政が越前北庄城主になると、重勝は5000石の知行を与えられた。天正18年（1590年）に秀政が没すると、嫡男の堀秀治が堀家の家督を継ぐが、二男の堀親良にも父の遺領から2万石が与えられて大名となった。重勝は親良に属した。慶長3年（1598年）、堀秀治が越後春日山城に移され、堀親良・堀直政ら一族、村上頼勝（義明）・溝口秀勝ら与力大名とともに越後一国を支配することとなった（高田藩参照）。この際、親良の知行4万石（蔵王堂藩参照）のうち1万石が近藤重勝に分け与えられた。
なお、堀親良は慶長7年（1602年）に隠居し、家督を譲られた甥の堀鶴千代は早世して「蔵王堂藩3万石」は廃藩に至ることになる。

### 近藤政成
近藤重勝は、堀秀政の四男である近藤政成を養子とした。
政成は慶長5年（1600年）、13歳の時に徳川家康に御目見して徳川家に仕え、小姓に列した。慶長8年（1603年）、政成は従五位下信濃守に叙任され、家康の将軍宣下御礼の参内に従った。慶長9年（1604年）1月24日、近藤重勝は京都で没し、政成が4月5日に養父の旧領1万石を相続した。
慶長11年（1606年）に堀秀治が死去し、堀忠俊が跡を継ぐと、堀一族の紛争が激化した（越後福嶋騒動参照）。慶長15年（1610年）、越後福島藩主・堀忠俊が改易されるとともに、その他の堀一族も越後国から転出させられた。近藤政成の領地1万石も、信濃・美濃両国に5000石ずつ分かれる形で移された。信濃国の領地は高井郡内、美濃国の領地は安八・山県・石津・中島郡の4郡にまたがっていた。
両度の大坂の陣においては、近藤政成は永井直勝の組に属した。元和3年（1617年）5月26日には領知朱印状を与えられる。
元和4年（1618年）6月22日、政成は31歳で死去した。政成の子の近藤百千代（のち近藤重直。実名は重堯とも）は、当時7歳であった。百千代は12月23日に徳川秀忠に御目見するが、幼少であることを理由として所領相続は5000石分しか認められなかった。残り5000石は伯父である堀親良に与えられるとともに、親良には百千代が成長するまでの後見を命じられた。
これにより近藤家は大名ではなくなり、旗本寄合席に列した。当初は参勤交代を行う交代寄合であった。

### 後史
近藤家の知行地は、元和5年（1619年）6月ころに高井郡から伊那郡に移された。改易された元安芸広島藩主・福島正則に与える知行地を高井郡内に設ける（高井野藩参照）ための措置とされる。重直は、立石村（現在の長野県飯田市立石）の甲賀城跡に陣屋を設けた。
天和2年（1682年）に近藤重直は隠居した。子の重信が4300石を相続し、弟の近藤重興に700石を分知した。以後、近藤家の嫡流は4300石の大身旗本として幕末まで存続する。
重信の子・政徳の代に幕府に願い出て若年寄支配・江戸定府となった。近藤家は馬術の家であり、馬術師範を務めるようになったため定府になったとも伝えられる。
寛政年間以降、知行地支配の陣屋は山本村（現在の長野県飯田市山本）に移転した。幕末期の当主・近藤政敏（利三郎）は、将軍徳川家茂・慶喜の馬術師範を務めた。

## 歴代藩主
近藤家
外様。1万石。
1. 政成（まさなり）

## 領地

### 元和3年（1617年）の藩領
元和3年（1617年）5月26日の領知朱印状によれば、信濃国高井郡で7か村5000石、美濃国で10か村5000石。

### 旗本近藤家の領地
領地は山本村、上穂村、大草村、小川村、立石村、小松原村、河内村、栗矢村、合原村、梅田村、鴨目村、恩沢村、大島村、大久保村、分知領は粒良脇村、北又村、大平村、下梅田村である（いずれも現在の飯田市、下條村、阿智村、阿南町などの一部）。